# Landbund (Rakousko)
Landbund (česky Zemský svaz) byl nacionální agrární stranou v Rakousku v období první republiky (1919–1934). Strana se profilovala nacionálně, antisemitsky, antimarxisticky a usilovala o spojení Rakouska s Německem. Považovala za zastánce práv zemědělců, lesníků, drobných řemeslníků a obchodníků. Její základna byla ve Štýrsku, Korutanech a v Horních Rakousích. V letech 1927–1933 byl Landbund součástí koaliční vlády a v Korutanech a Burgenlandu měl křeslo zemského hejtmana. Jejím přímým nástupcem v rakouské politice je agrární křídlo Rakouské lidové strany.

## Historie strany

### První volby a založení Landbundu
Rakouské rolnické hnutí se od začátku skládalo z mnoha samostatných lokálních skupin, které často nebyly jednotné. Jeho historie začala ještě před vypuknutím první světové války. V 90. letech 19. století vznikly v několika habsburských korunních zemích (Salcbursko, Štýrsko, Korutany) lokální svazy a spolky. K částečnému sjednocení došlo v roce 1901 pod hlavičkou Německé rolnické strany (německy: Deutsche Bauernpartei). V roce 1905, kdy stranu výrazně posílili zástupci rolníků z českých zemí, se strana reorganizovala a přejmenovala na Německou agrární stranu (německy: Deutsche Agrarpartei). Ve volbách do Říšské rady v roce 1911 pak získala 32 mandátů.
Po rozpadu Rakouska-Uherska na konci první světové války přišlo rolnické hnutí o své silné spojence v Čechách a na Moravě. V nově vzniklé Rakouské republice se hnutí rolníků spojilo s nacionalisty a v prvních volbách (1919) získalo 8 mandátů. Po volbách vypukla napříč hnutím diskuze, jestli se spojit natrvalo s nacionalisty nebo vytvořit samostatnou stranu. V roce 1920 založili nacionalisté Velkoněmeckou lidovou stranu (GDVP), ale členové agrárních spolků se ke straně nepřipojili, a to z obavy, že se stanou loutkou buržoazního nacionalismu a centralismu. Jejich postup ale nebyl zcela jednotný. Spolky ze Štýrska, Korutan, Vorarlberska a část členů z Dolních Rakous založili Německorakouskou rolnickou stranu (německy: Deutschösterreichische Bauernpartei). Na druhé straně spolky z Dolních a Horních Rakous a ze Salcburska vytvořili před volbami koalici s nacionalistickou GDVP. Samostatná rolnická strana získala ve volbách v roce 1920 7 mandátů a dokázala, že je životaschopná i na celonárodní úrovni. V reakci na výsledem se skupiny spolupracující s GDVP oficiální sloučili se stranou a založili její křídlo[zdroj⁠?!] tzv. Svaz německorakouských rolníků (německy: Bund deutschösterreichischer Bauern). Samotný Landbund oficiálně vznikl 20. ledna 1922 ve štýrském Leobenu.

### Opoziční strana 1922–1927
Po založení se začalo s jednáním o sjednocení všech rolnických hnutí pod jednotnou hlavičku. Spolky sloučené s GDVP se nakonec podařilo přesvědčit, a to v prosinci 1922. První stranický sjezd se konal v Linci v lednu 1923. Byla odsouhlasena dlouhodobá spolupráce s nacionalisty GDVP, ale již jako koalice dvou nezávislých stran. Rolnické křídlo vládnoucí strany křesťanských sociálů tzv. Rakouský říšský svaz rolníků (německy: Österreichischen Reichsbauernbund) označilo koalici za porážku rolnictva a podrobení se nacionalistům. Ve volbách v roce 1923 došlo k roztržce s GDVP kvůli sestavování kandidátech a strana nakonec šla do voleb samostatně. Získala pouze 3 % hlasů, ztratila 2 poslance a zůstala v opozici. V nadcházejících letech se stavěla proti koaličním vládám křesťanských sociálů a nacionalistů z GDVP. Po odhlasování snížení cla na zemědělské výrobky ostře vystoupila proti Rakouskému říšskému svazu rolníků, který podle nich zradil rolníky a pouze sloužil křesťanským sociálům k dosažení jejich cílů. V roce 1926 došlo díky špatným spekulacím k bankrotu několika bank a další vláda musela draze zachránit. Landbund se postavil proti nalití obří sumy šilinků do bank, zatímco rolnickému lidu nikdo nepomohl. Straně nebyla cizí ani antisemitská hesla.

### Vládní strana 1927–1933
Mnohé skandály výrazně oslabily pozice vládní Křesťanskosociální strany a opoziční sociální demokraté byli připraveni převzít vládu v zemi. Před volbami v roce 1927 se kancléř Seipel pokusil zabránit nástupu sociálních demokratů k moci. Za podpory průmyslníků a špiček obchodu vytvořil protimarxistickou Jednotnou kandidátku (německy: Einheitsliste), kterou kromě křesťanských sociálů tvořili ještě nacionalisté z GDVP a několik dalších menších pravicových stran. Seipel chtěl na kandidátce mít i členy Landbundu, ti ho ale na stranickém sjezdu v únoru 1927 odmítli. Naopak navrhli jednání o společném postupu Rakouskému říšskému svazu rolníků. Tento krok se straně vyplatil. Ve volbách získala 6,3 % hlasů a 9 mandátů. Jednotné kandidátce se podařilo nakonec sociální demokraty porazit, ale bez poslanců Landbundu nebyla schopna složit životaschopnou vládu. Koaliční jednání byla složitá. Landbund požadoval křeslo ministra zemědělství, které ale bylo plně v moci říšského svazu rolníků. Na konec přistoupil na kompromis, při kterém dostal post vicekancléře a ministra vnitra. Obě pozice zastával štýrský poslanec Karl Hartleb.
Jako vládnoucí strana dokázal Landbund zefektivnit stranickou organizaci. V prosinci 1927 by zřízen sekretariát strany a byl i pokus o úplné sjednocení hnutí. Kvůli výrazné dominanci lokálních spolků ale bezúspěšně. Ve vládě Landbund tvrdohlavě zastával zájmy zemědělců. Pod hrozbou vystoupení z vlády se mu dokonce podařilo prosadit zákaz dovozu skotu do Rakouska. V červenci 1927 proběhly v Vídni velké dělnické nepokoje, které byly krvavě potlačeny policií ve spolupráci s polovojenskou organizací Heimwehr. Landbund z počátku podporoval vznik polovojenský organizací, které by se staly protiváhou radikalizujícímu se dělnictvu. S postupem času ale vystřízlivěl. Heimwehr začali vládnoucí křesťanští sociálové používat pro svoje politické cíle. V lednu 1930 založili členové svoji polovojenskou organizaci tzv. Říšský svaz rakouské rolnické obrany (německy: Reichsbund der österreichischen Bauernwehren) a začali oponovat snahám Heimwehru na zavádění nedemokratických metod v zemi.
V roce 1930 nechali křesťanští sociálové úmyslně padnout vládu, na které se podíleli s Landbundem a nacionalisty z GDVP. Obě koaliční stany pak odmítly pokračovat ve spolupráci s vládnoucí stranou a společně šly do předčasných voleb (1930) jako Národní hospodářský blok (německy: Nationaler Wirtschaftsblock). Spojení slavilo úspěch a získalo 19 mandátů. Naopak vládní křesťanští sociálové propadli. Po volbách byli odvoláni problematičtí členové vlády a staronová koalice pokračovala ve vládnutí. Landbund opět získal křeslo ministerstvo vnitra, na které usedl Franz Winkler. Velká hospodářská krize nakonec zasáhla i zemědělské oblasti Rakouska. Klesala cena obilí a masa a výrazně chudlo venkovské obyvatelstvo převážně v alpských oblastech. Stále více voličů se začalo obracet k nacistům, kteří slibovali přebudování státu a boj s nezaměstnaností. Landbund opět pod hrozbou vystoupení z vlády prosadil celní ochranu domácí živočišné produkce. Myšlenku do značné míry podporoval i ministr zemědělství Dollfuß, stoupající hvězda křesťanských sociálů. Tomu se podařilo rekonstruovat vládu po odchodu nacionalistů z GDVP do opozice v lednu 1932 a pozice Landbundu ještě posílila. Franz Winkler se stal vicekancléřem a podržel si ministerstvo vnitra. Franz Bachinger usedl na pozici ministra pro správu vnitřních věcí. Dollfußova rekonstrukce vlády se ale neobešla bez přizvání členů Heimwehru do vlády. Okamžitě vznikly rozpory mezi členy Landbundu a Heimwehru ohledně restrukturalizace státu. Zatímco Landbund prosazoval demokratickou cestu, Heimwehr chtěl provést změny v duchu italského fašismu. Radikalizace politiky sblížila křesťanské sociály a Landbund do ještě užší spolupráce.

### Období diktatury a rozpad
Kancléř Dollfuß využil v březnu 1933 krizi v parlamentu a nechal ho na neurčito rozpustit. Vládní koalice situaci chtěla využít k tíženým ústavním reformám. V květnu 1933 vznikla Vlastenecká fronta a členové Landbundu začala ztrácet půdu pod nohama. Ve vládě se snažili bránit demokratické principy. Díky německému charakteru strany se postavil Landbund proti oficiálnímu zakázání nacistické strany. Nacisté nakonec byli postaveni mimo zákon ale bez hlasů Landbundu. Spory s Heimwehrem přerostly v odchod členů strany do opozice. Dollfuß vytvořil novou vládu, která již byla bez stranické příslušnosti a ostře jednala jak proti nacistům, tak levicovým skupinám. Svůj vzor viděla v Mussoliniho fašistické Itálii. Strana se prakticky rozdělila na dva tábory. Prvním vedený Vinzenzem Schumym prosazoval vstup strany do Vlastenecké fronty a podporu silného nezávislého Rakouska. Skupina členů kolem Winklera a Bachingera oponovala tím, že by se jednalo o zradu němectví. V březnu 1934 Dollfuss představil novou ústavu, ve které již politické strany neměly místo. Pokusil se přesvědčit členy Landbundu, aby ústavu podpořili, ale Winkler s Bachingerem nakonec zvítězili nad Schumym a pro ústavu Landbund nehlasoval. Zákon o nové ústavě ale stejně prošel a k 1. květnu 1934 byla zakázána jakákoliv činnost politických stran v Rakousku. Členové stranu rozpustili, ale lokální rolnické spolky zůstaly aktivní. Stále více členů odcházelo k nacistům a mnoho bývalých členů Landbundu se pak účastnilo na straně nacistů neúspěšného Červencového puče. Provládní křídlo kolem Schumyho bylo začleněno Vlastenecké fronty a jeho členové zasedli na pozice spravující zemědělství a lesnictví. To trvalo další 4 roky do března 1938, kdy moc převzali nacisté. Vlastenecká fronta byla zakázána a Rakousko bylo připojeno k Německu.

### Poválečný vývoj
Po porážce nacistického Německa vzniklo opět nezávislé Rakousko. Bývalí členové Landbundu byli vyzváni, aby nominovali své členy do prozatímní vlády. Landbund ale nebyl po válce obnoven. Základna, která spolupracovala před válkou s vládou, se začlenila do nově vytvořené Rakouské lidové strany (ÖVP) a vytvořila její agrární křídlo. Proněmecké křídlo společně s členy z nacionalistické GDVP vytvořilo Svaz nezávislých (VdU), který se v roce 1956 přetvořil do Svobodné strany Rakouska (FPÖ).

## Nejdůležitější členové strany
- Karl Hartleb (vicekancléř 1927–1930)
- Vinzenz Schumy (zemský hejtman Korutan 1923–1927)
- Franz Bachinger (ministr vnitra 1932–33)
- Franz Winkler (vicekancléř 1932–33)

## Členové a svazy
Síla Landbundu nebyla v celém Rakousku stejná. Její základny byly ve Štýrsku, Korutanech, Horních Rakousích a Burgenlandu. Na druhé straně neexistovalo místní zastoupení v Tyrolsku a ve Vorarlbersku se Landbund sloučil s křesťanskými sociály. Typickou volební základnou strany bylo sídlo s méně než tisíci obyvateli s protestantskou menšinou. Ačkoliv se strana profilovala jako zástupce celého rolnického lidu, mezi její hlavní voliče patřili střední a velcí statkáři. Organizační páteř strany většinou zastávali státní zaměstnanci a učitelé z vesnického prostředí. Strana měla i svou mládežnickou organizace tzv. Österreichische Junglandbund.